# Logny-lès-Aubenton
Logny-lès-Aubenton är en kommun i departementet Aisne i regionen Hauts-de-France i norra Frankrike. Kommunen ligger  i kantonen Aubenton som ligger i arrondissementet Vervins. År 2022 hade Logny-lès-Aubenton 83 invånare.

## Befolkningsutveckling
Antalet invånare i kommunen Logny-lès-Aubenton
Referens: INSEE